# America Rusă
America Rusă (în rusă Русская Америка) a fost numele posesiunilor coloniale ale Rusiei din America de Nord din perioada 1733 - 1867. Capitala regiunii a fost Novo-Arhanghelsk (Noul Arhanghelsk), care este redenumit acum Sitka. Așezările coloniștilor ruși au fost înființate în actualele state americane California, Alaska și în trei forturi din Hawaii. Încorporarea oficială a acestor posesiuni de către Imperiul Rus nu avut loc până la emiterea ucazului din 1799, prin care era stabilit monopolul comercial pentru Compania Ruso-Americană și care acorda Bisericii Ortodoxe Ruse o serie de drepturi în noile teritorii. Multe dintre aceste posesiuni au fost abandonate în secolul al XIX-lea. În 1867, Rusia a vândut ultimele sale posesiuni din America Statelor Unite pentru 7,2 milioane de dolari (aproximativ 132 de milioane în zile noastre).

## Rușii zăresc pentru prima dată Alaska
Primele relatări scrise indică faptul că primii europeni care au ajuns în Alaska au venit din Rusia. În 1648, Semion Dejnev a navigat de la gura de vărsare a Kolîmei, prin Oceanul Arctic, în jurul extremității estice a Asiei până la râul Anadîr. O legendă susține că unele dintre bărcile sale au fost deviate de curenți și au ajuns în Alaska. Cu toate acestea, nu există nicio dovadă a existenței unor așezări ale rușilor din acea perioadă. Dejnev nu a comunicat însă descoperirile sale guvernului central, lăsând fără răspuns pentru o vreme întrebarea dacă Siberia și America de Nord sunt sau nu legate pe uscat.
În 1725, țarul Petru cel Mare a cerut organizarea unei noi expediții. În timpul celei de-a doua expediții Kamceatka din 1733–1743, corăbiile Sviatoi Piotr, sub comanda lui Vitus Bering, și Sviatoi Pavel, sub comanda lui Alexei Cirikov, și-au început călătoria din portul Petropavlovsk din Kamceatka în iunie 1741. În scurtă vreme, cele două corăbii s-au separat, dar fiecare a continuat să navigheze spre răsărit. 
Pe 15 iulie, Cirikov a zărit pământul, cel mai probabil țărmul vestic al insulei Prince of Wales din sud-estul Alaskăi. El a trimis un grup de marinari la bordul unei șalupe să cerceteze țărmul, aceștia fiind primii europeni care au debarcat pe țărmul de nord-vest al Americii de Nord.
Cam pe 16 iulie, Bering și echipajul corăbiei Sviatoi Petr au zărit Muntele Saint Elias din Alaska continentală. După aceea, Bering a ordonat schimbarea direcției de navigare spre Rusia. La rândul lui, Cirilov s-a îndreptat spre Rusia în octombrie și a adus veștile descoperirii noilor teritorii.
În noiembrie, corabia Sviatoi Petr a lui Bering a naufragiat pe insula care îi poartă astăzi numele. Aici Bering s-a îmbolnăvit și a murit, iar vânturile puternice au distrus corabia Sv. Petr. După ce echipajul naufragiat a iernat pe insula, supraviețuitorii au construit un vas din resturile corăbiei distruse și au plecat spre Rusia în august 1742. Echipajul lui Bering a ajuns pe malul Kamceatkăi în 1742, aducând cu ei jurnalul expediției.
Caliatea ridicată a pieilor de vidră de mare aduse din Alaska a declanșat procesul de colonizare rus în Alaska.

## Colonizarea

### 1740–1800
Începând cu anul 1743, mici asociații de negustori de blănuri au început să călătorească din porturile rusești de la Oceanul Pacific spre Insulele Aleutine. Cum călătoriile din Asia rusească până în America și înapoi deveniseră expediții lungi de doi până la patru ani, echipajele au înființat așezări temporare pentru vânătoare și comerț cu băștinașii. Spre sfârșitul secolului al XVIII-lea, unele dintre acestea au devenit așezări permanente. Negustorii de blănuri au venit aici de pe tot întinsul Imperiului Rus, atât din regiunile europene cât și din Siberia.

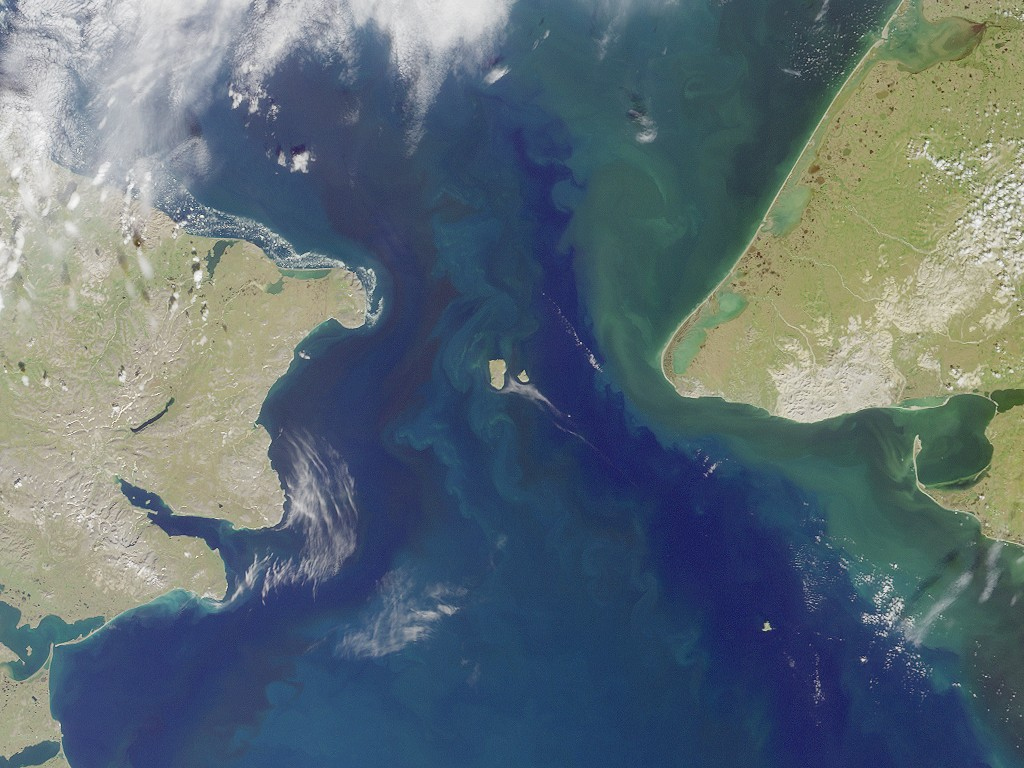
Strâmtoarea Bering, unde țărmul estic al Rusiei se află cel mai aproape de țărmul vesti al Alaskăi. Primele colonii ale rușilor au apărut mai la sud de strâmtoare, în Insulele Aleutine

Negustorii ruși – promîsloviki – au preferat ca, în loc să vâneze ei înșiși, i-au forțat pe aleutini să facă această muncă pentru ei. Rușii au apelat de multe ori la practica luării de ostatici din familiile vânătorilor băștinași, ostaticii fiind eliberați în schimbul blănurilor de focă. Aceste practici fuseseră folosite de negustorii ruși și în timpul cuceririi și exploatării Siberiei și a Orientului Îndepărtat Rus.
Odată cu răspândirea veștilor despre varietatea și bogăția în blănuri a noilor teritorii, concurența dintre companiile ruse a crescut și aleutinii au fost  înrobiți.
Ecaterina cea Mare, care a devenit împărăteasă a Rusiei în 1763, a proclamat simpatia imperială față de aleutini și și-a îndemnat supușii să îi trateze corect. Pe unele insule și în anumite părți ale Peninsulei Alaska, grupurile de negustori au fost capabili să ducă o coexistență relativ pașnică cu localnicii. Alte grupuri nu au fost în stare să gestioneze tensiunile și s-au dedat la acte de violență. Negustorii au luat ostatici, familiile au fost despărțite iar localnicii au fost obligați să își părăsească satele și să se mute mai departe.
Concurența tot mai mare dintre companiile comerciale a dus la fuziunea lor în corporații mai mari și mai puternice, care la rândul lor au creat conflicte de o gravitate crescândă cu populația indigenă.
Pe măsură ce populația de animale au scăzut, aleutinii, care erau deja foarte dependenți de economia de barter încurajată de negustorii ruși de blănuri, s-au văzut constrânși să își asume riscuri tot mai mari pentru căutarea și vânarea vidrelor în apele foarte periculoase ale Pacificul de nord.
Compania nord-vestică, cunoscută și cu numele de Compania Șelikov-Golikov, a obținut un monopol de facto în 1783-1799. Compania s-a folosit de diferite metode violente pentru exploatarea colonială a popoarelor indigene. Când aleutinii s-au revoltat și au câștigat câteva victorii, rușii s-au răzbunat, ucigând numeroși localnici, distrugându-le bărcile și uneltele de vânătoare și pescuit, lăsându-i fără mijloace de supraviețuire. Dar cele mai devastatoare efecte au fost provocate de boli: 80% din rândul membrilor a două generații (1741/1759 și 1781/1799) de aleutini au murit din cauza bolilor infecțioase aduse în regiune de ruși. Deși aceste boli erau endemice în rândul europenilor, aleutinii nu aveau imunitate împotriva acestor boli.
Deși colonia din Alaska nu a fost niciodată foarte profitabilă din cauza costurilor legate de transport, numeroși negustori ruși erau hotărâți să păstreze aceste teritorii pentru ei înșiși. În 1784, Grigori Ivanovici Șelihov, care avea să organizeze „Compania Alaska Rusă”  și care s-a transformat mai târziu în administrația colonială a Alaskăi, a sosit în Golful Three Saints de pe Insula Kodiak cu două corăbii, Trei Sfinți (rusă  Три Святителя) și Sfântul Simon (rusă Святой Симон). Localnicii i-au hărțuit pe ruși, iar Șelihov a răspuns ucigând sute de băștinași și luarea de ostatici, pentru ca să îi supună pe răzvrătiți. Șelikov, a cărui autoritate nu a mai fost pusă la îndoială, a fondat a doua așezare permanentă în Alaska (după Unalaska, care era locuită încă din 1774).
În 1790, Șelihov, care se reîntorsese în Rusia, l-a angajat pe Alexandr Andreievici Baranov să îi conducă afacerile din Alaska. Baranov a mutat colonia mai la nord-est de insula Kodiak, într-o regiune unde se putea exploata cheresteaua. Această așezare se va dezvolta, devenind orașul de azi Kodiak. Coloniștii ruși s-au însurat cu femei localnice. În zilele noastre se păstrează în regiune nume de familie de origine rusă: Panamaroff, Petrikoff sau Kvasnikoff. În 1795 Baranov a înființat așezare Mihailovsk, cam la 10 km nord de orașul din zilele noastre Sitka. El a cumpărat terenul de la tribul local tlingit. În 1802, în timp ce Baranov era plecat, tlingiții dintr-o așezare din vecinătate, au atacat și au distrus Mihailovskul. Baranov s-a întors la bordul unei nave de război ruse și a nimicit satul băștinașilor. El a construit așezarea Novo-Arhanghelsk (rusă  Ново-Архангельск ) pe ruinele Mihalovskului. Această așezarea a devenit capitala Americii Ruse – orașul de mai târziu Sitka.
Cum Baranov reușise să asigure securitatea așezărilor din Alaska, familia Șelihov a continuat cursa printre cei mai de frunte negustori pentru obținerea unui monopol asupra comerțului cu blănuri din Alaska. În 1799, unul dintre ginerii lui Șelihov, Nikolai Petrovici Rezanov, a reușit să obțină monopolul pentru comerțul cu blănuri americane din partea împăratului Pavel I. Rezanov a înființat Compania Ruso-Americană. Ca parte a acestei înțelegeri, țarul se aștepta ca noua companie să înființeze noi așezări în Alaska și să continue și să extindă programul de colonizare.

### 1800 – 1867

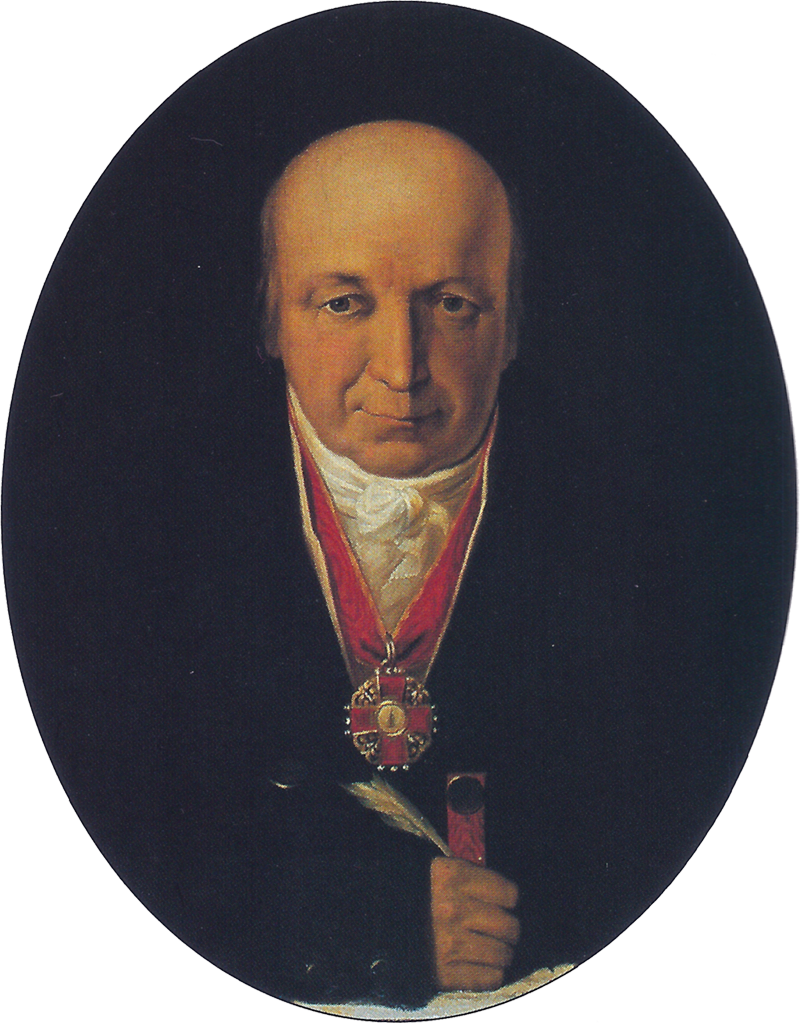
Alexandr Andreievici Baranov a jucat un rol activ în Compania Ruso-Americană și a fost primul guvernator al Americii Ruse.

În 1804, Baranov, care fusese numit între timp manager al Companiei Ruso-Americană, a consolidat controlul companiei asupra activităților de comerț cu blanuri în America în urma suprimării tribului local tlingit în Bătălia de la Sitka. Rușii nu au colonizat niciodată pe deplin Alaska. În cea mai mare parte, ei au rămas în așezările de coastă și au evitat interiorul regiunii.
Din 1812 până în 1841, rușii au folosit  Fort Ross din California. Din 1814 până în 1817, rușii au folosit Fort Elizavetî în Regatul Hawaii. În deceniul al patrulea al secolului al XIX-lea, monopolul rușilor asupra comerțului a slăbit. Compania britanică  Hudson's Bay a concesionat printr-un acord cu Compania Ruso-Americană marginea sudică a Americii Ruse în 1839 și a înființat Fort Stikine ca bază comercială.

O corabie a companiei ruse vizita bazele comerciale doar odată la doi trei ani pentru aprovizionare.  Din cauza stocului limitat de provizii, schimburile comerciale cu localnicii au fost limitate, în ciuda posibilităților ridicate ale vânătorilor aleutini de furnizare a blănurilor sau altor produse. Din acest motiv, avanposturile comerciale ale rușilor au devenit dependente de negustorii britanici și americani pentru alimentele și mărfurile de primă necesitate. Baranov a devenit conștient că așezările Companiei Ruso-Americane „nu pot exista fără comerțul cu străinii”.  Legăturile cu americanii erau în mod special avantajoase, de vreme ce aceștia puteau să vândă blănurile la Guangzhou. Dezavantajul era că vânătorii și puitorii de capcane americani invadaseră teritoriile pe care rușii le considerau ale lor.
Mai multe corăbii ale Companiei Ruso-Americane s-au scufundat sau au fost avariate în timpul unor furtuni puternice, (prima fiind cu Phoenix în 1799), lăsând așezările companiei cu foarte puține provizii. Pe 24 iunie 1800, o corabie americană a navigat până pe Insula Kodiak. Baranov a negociat vânzarea unor mărfuri aflate la bordul vasului american în valoare de peste 12.000 ruble, pentru ca să evite „foametea iminentă”. În timpul mandatului său, Baranov a cumpărat bunuri americane prin vânzarea unor blănuri care valorau peste 2 milioane de ruble, provocând nemulțumirea consiliului de administrație. În perioada 1806–1818, Baranov a trimis în Rusia blănuri în valoare de 15 milioane de ruble, dar a primit în schimb provizii care valorau mai puțin de 3 milioane de ruble, o sumă care era cam jumătate din cheltuielile sediului central al companiei de la Sankt Petersburg.

Convenția Ruso-Americană din 1824 a recunoscut drepturile exclusive ale rușilor în comerțul cu blănuri la nord de paralela 54° 40' nord, la sud de această paralelă fiindu-le recunoscute drepturile corespunzătoare americanilor. Această împărțirea a fost recunoscută și prin Tratatul de la Sankt Petersburg un an mai târziu, o înțelegere cu britanicii, care în plus rezolva și delimitarea granițelor Americii de Nord Britanice. În scurtă vreme, aceste tratate și-au pierdut importanța, iar odată ce retragerea lui Alexandr Baranov în 1818, controlul rușilor asupra Alaskăi a devenit tot mai slab.

Când autorizațiile Companiei Ruso-Americane au fost reînnoite în 1821, a fost stipulat că cei care aveau să guverneze în continuare teritoriul trebuia să fie ofițeri ai forțelor terestre. Cei mai mulți ofițeri de marină nu aveau experiență în comerțul cu blănuri, iar afacerile companiei aveau de suferit din această cauză. A doua autorizație a încercat de asemenea să întrerupă orice contact cu negustorii care nu erau cetățeni ruși, în special cu americanii. Această nouă abordare a fost necesară deoarece colonia rusă devenise dependentă de navele de aprovizionare americane, iar SUA se transformase într-un client de primă importanță pentru blănurile din Alaska. În cele din urmă, Compania Ruso-Americană a încheiat un acord cu Compania Hudson's Bay, prin care britanicii primeau dreptul să navigheze prin apele teritoriale ruse.

## Așezările rusești în America de Nord
- Unalaska, Alaska – 1774

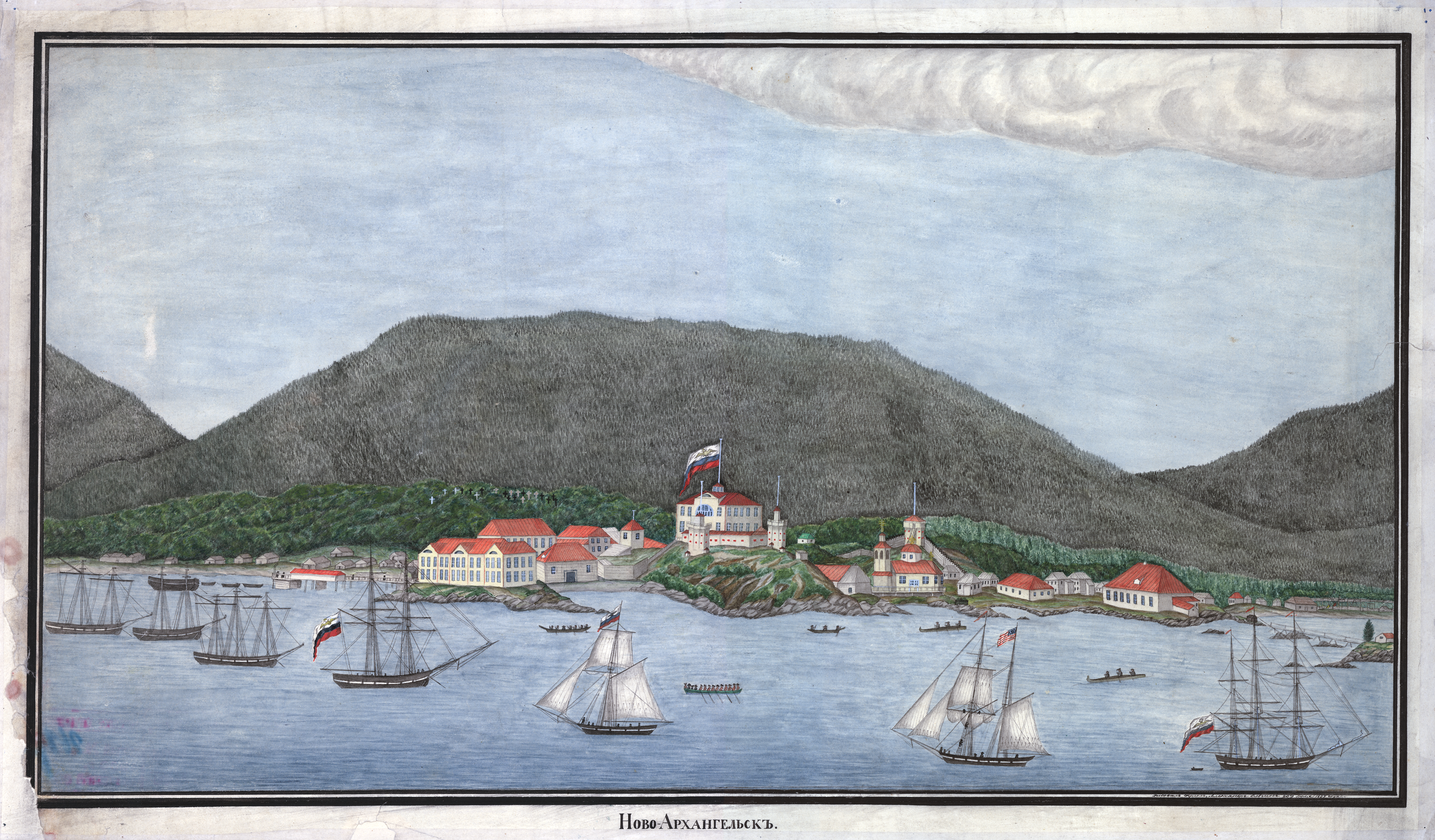
Novo-Arhanghelsk (în zilele noastre Sitka, Alaska), capitala Alaskăi Ruse, imagine din 1837

- Buhta Trioh Sviatitelei (Golful Trei Sfinți), Alaska – 1784
- Fortul Sf. Gheorghe în Kasilof, Alaska – 1786
- St. Paul, Alaska – 1788
- Fortul Sf. Nicolae în Kenai, Alaska – 1791
- Pavlovskaia, Alaska (azi Kodiak) – 1791
- Fortul Sf Constantin și Elenade pe insula Nuchek, Alaska – 1793
- Fortul de pe Insula Hinchinbrook, Alaska – 1793
- Novorossisk, din vecinătarea Yakutat, Alaska – 1796
- Reduta Sf. Arhanghel Mihail, Alaska de lângă Sitka – 1799
- Novo-Arhanghelsk, Alaska (azi Sitka) – 1804
- Fort Ross, California – 1812
- Fortul Rusesc Elisabeta⁠(en)[traduceți] de lângă Waimea, Kaua'i, Hawai'i – 1817
- Fortul Alexander (Hawaii)⁠(en)[traduceți] de lângă Hanalei, Kaua'i, Hawai'i – 1817
- Fort Barclay-de-Tolly de lângă Hanalei, Kaua'i, Hawai'i – 1817
- Fort Alexandrovsk din Golful Bristol, Alaska – 1819
- Reduta Sf. Mihail, Alaska – 1833
- Nulato, Alaska – 1834
- Reduta St. Dionisiu în Wrangell, Alaska (azi Fort Stikine) – 1834
- Misiunea Pokrovskaia, Alaska – 1837
- Reduta Kolmakov, Alaska – 1844

## Activitatea misionară

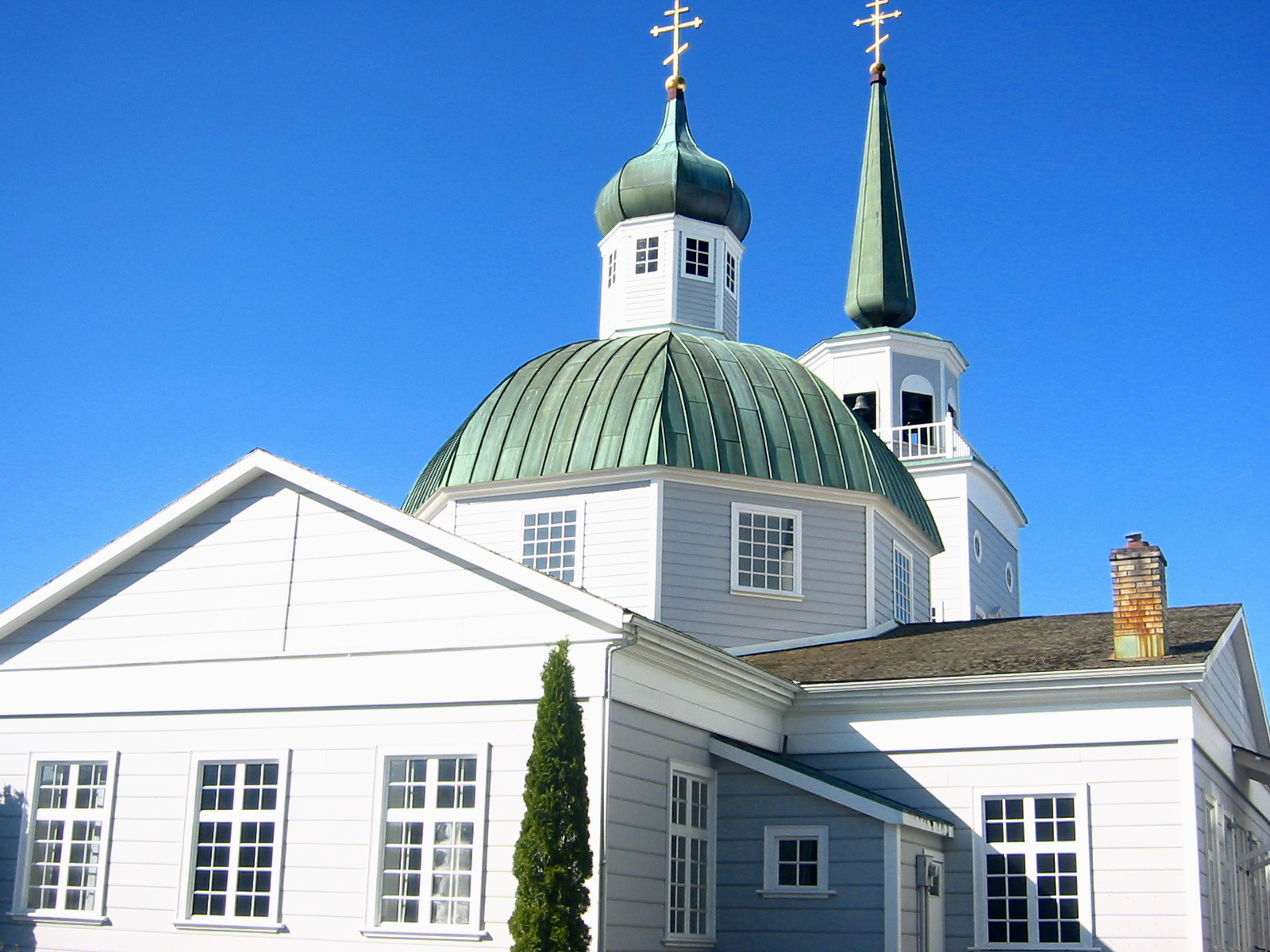
Biserica ortodoxă rusă din Sitka

Șelekov a construit în Golful Trei Sfinți o școală care să îi învețe pe băștinași să citească și să scrie în limba rusă și a contribuit la fondarea primei misiuni care să propovăduiască credința ortodoxă rusă. Ortodoxia (cu textele liturgice traduse în limba aleută încă de la începutul activității misionare) a fost introdusă în mod neoficial încă din deceniul al cincilea al secolului al XVIII-lea. Mai mulți negustori de blănuri s-au căsătorit cu localnice, sau au devenit nași ai unor aleuți, pentru ca să le câștige băștinașilor loialitatea prin această legătură personală specială. În scurtă vreme de la venirea lor în Alaska, misionarii s-au opus ferm exploatării populațiilor indigene, iar rapoartele lor oferă dovezi ale violenței exercitate în această perioadă pentru instaurarea stăpânirii coloniale.
Monopolul Companiei Ruso-Americane a fost reconfirmat de împăratul Alexandru I în 1821, cu condiția ca negustorii să sprijine financiar activitatea misionarilor.
Compania i-a cerut directorului general Etholén să construiască o reședință pentru episcopul Veniaminov în Novo-Arhanghelsk. Când s-a dorit construirea unei biserici luterane pentru credincioșii finlandezi din Novo-Arhanghelsk, Veniamiov a interzis orice acțiune de prozelitism luteran în rândul populației băștinașe tlingit. Lui Veniamiov i-a fost greu să-și exercite influența asupra membrilor tribului tliglit din afara orașului Novo-Arhanghelsk, dată fiind independența politică a acestora față de Compania Ruso-Americană, care îi făcea mai puțin receptivi la influența culturală rusă, spre deosebire de cazul aleuților. O epidemie de variolă care a afectat Alaska în anii 1835-1837 și ajutorul medical acordat de Veniamiov a convis mai mulți localnici să se convertească la ortodoxie..
Luând exemplul practicilor unor misionari precum Bartolomé de las Casas sau Francisco de Xavier, ale căror practici își aveau originea în nevoia creștinismului timpuriu de adaptare la culturile din antichitate, misionarii din America Rusă au aplicat o strategie care a luat în considerație culturile locale și au încurajat participarea indigenilor la conducerea parohiilor și la activitate misionară. În comparație cu acțiunile misionarilor protestanți de mai târziu, politicile ortodoxe „s-au dovedit în retrospectivă a fi relativ sensibile la culturile indigene din Alaska.”  Această politică culturală a fost inițial destinată să câștige loialitatea populațiilor indigene prin instituirea autorității bisericii și statului ca protectori i celor peste 10.000 de locuitori ai Americii Ruse. (Numărul coloniștilor ruși a fost întotdeauna mai mic decât numărul oficial de 812, cei mai mulți dintre ei concentrându-se în Sitka și Kodiak).
O problemă pe care a întâmpinat-o biserica rusă a fost pregătirea preoților capabili să slujească în numeroasele limbi ale indigenilor din Alaska. Pentru a rezolvarea acestei probleme, Veniaminov a deschis în 1845 un seminar pentru tinerii proveniți din familiile mixte și pentru elevii din rândul populației locale, care doreau să devină preoți. Studenții promițători au fost trimiși la școli superioare din Sankt Petersburg sau Irkutsk, acesta din urmă devenind în 1858 noul sediu al seminarului. Sfântul Sinod a cerut deschidera a patru școli misionare în 1841, cu sediile în Amlia, Chiniak, Kenai, Nushagak. Veniamiov a stabilit lista materiilor de studiu, care includea istoria și limba rusă, matematica și religia.
Un efect secundar al strategiei misionare a fost dezvoltarea unei noi forme autonome de identitate a indigenilor. Numeroase tradiții autohtone au supraviețuit în cadrul tradițiilor locale ortodoxe ruse și în viața religioasă a satelor. O parte a acestei identități indigene moderne este un alfabet și baza pentru literatura scrisă în aproape toate grupurile etnico-lingvistice din jumătatea sudică a Alaska. Episcopul Ivan Veniaminov (canonizat mai târziu ca Sfântul Inochentie de Alaska), celebru în toată America Rusă, a dezvoltat un dicționar aleut pentru sute de cuvinte, bazat pe alfabetul rus.
Cea mai vizibilă moșternire a perioadei coloniale ruse în Alaska zilelor noastre sunt cele aproape 90 de parohii ortodoxe rusești cu un număr de peste 20.000 credincioși, aproape în exclusivitate indigeni. În rândul lor se numără câteva grupuri de athabascani din interiorul teritoriului, comunități importante de yup'iki și aproape toate comunitățile aleuti și alutiiqi. Printre puținele parohii ortodoxe ale comunității Tlingit, grupul mare din Juneau a adoptat creștinismul ortodox abia după încheierea perioadei coloniale ruse, într-o zonă în care nu au existat coloniști sau misionari ruși. Răspândirea și continuitatea practicilor ortodoxe ruse sunt cel mai probabil un rezultat al sincretismului credințelor locale cu creștinismul.
În schimb, intențiile coloniale, metodele și consecințele activității bisericii romano-catolice în California și sud-vestul Americii au fost rezultatul aplicării legilor de la Burgos și mutarea proaspăt convertiților în așa-numitele reducciones și relocării unora dintre ei în misiuni. Deși biserica romano-catolică a folosi forța și coercițiunea pentru impunerea credinței, popoarele indigene au creat de asemenea o formă a creștinismului care să reflecte numeroase dintre tradițiile lor.
Observatorii au remarcat că, în ciuda unor legături slabe cu lumea ortodoxă, până la vânzarea teritoriului Alaska erau deja 400 de băștinași convertiți la ortodoxie în Novo-Arhanghelsk. Numărul ortodocșilor tlingit a scăzut după încheierea perioadei coloniale ruse, în 1882 mai existând doar 117 credincioși care locuiau în orașul care fusese rebotezat între timp Sitka.

## Achiziționare de către SUA a teritoriului Alaska

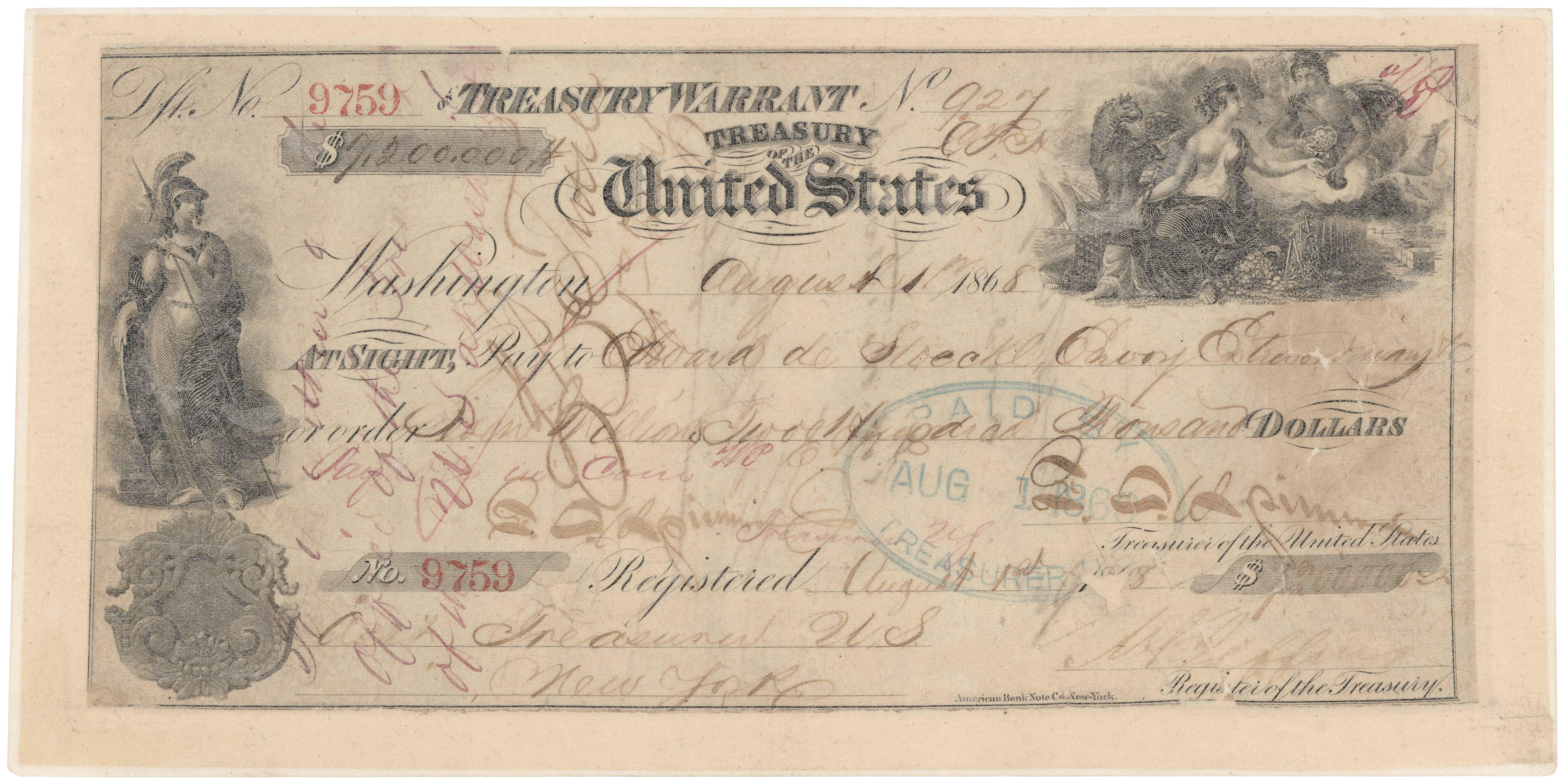
Cecul folosit pentru plata achiziției teritoriului Alaska

Guvernul rus era gata prin deceniul al șaptelea al secolului al XIX-lea să abandoneze colonia Rusiei Americane. Vânătoarea excesivă a redus grav populația de animale de blană, iar competiția britanică și americană a agravat situația. Acestea, la care se adăugau greutățile pentru aprovizionarea și protejarea unei colonii aflate atât de departe de Rusia, au redus interesul pentru păstrarea teritoriului. După ce America Rusă a fost vândută SUA pentru 7,2 milioane de dolari (2 cenți pe acru, echivalentul a aproximativ 125 de milioane de dolari în zilele noastre) ), toate proprietățile Companiei Ruso-Americane au fost lichidate.
După ce SUA a cumpărat Alaska, mai mulți lideri ai tribului tlingit au afirmat că singurul teritoriul pe care Rusia ar fi fost îndreptățită să îl vândă era doar „Castle Hill”. Alte grupuri indigene au susținut de asemenea că ei nu și-au cedat niciodată pământurile, iar americanii au ocupat fără drept teritoriile și le-au trecut în propritatea lor. Revendicările teritoriilor băștinașilor nu au fost pe deplin soluționate până în a doua jumătate a secolului al XX-lea, când a fost semnat de către Congres și liderii populației băștinașe a Legii pentru soluționarea revendicărilor indigenilor din Alaska.
În perioada de maximă dezvoltarea a Americii Ruse, etnicii ruși ajunseseră să numere cam 700 de oameni, față de cei 40.000 de aleuți. Rușii și copii rezultați din căsătorii mixte au primit dreptul să devină cetățeni ai SUA în următorii 3 ani după ce teritoriul a fost cumpărat, dar doar o parte a lor au hotărât să se folosească de această opțiune. Generalul Jefferson C. Davis a ordonat rușilor să își părăsească casele din Sitka, afirmând că locuințele erau necesare americanilor. Rușii s-au plâns de agresivitatea trupelor americane și de nedreptățile la care au fost supuși și o mare parte a lor s-au reîntors în Rusia, sau au emigrat în California și sau în statele din nord-vestul SUA.

## Legături externe
- Materiale media legate de America rusească la Wikimedia Commons